# Acanthodiscus
Acanthodiscus is een uitgestorven geslacht van ammonieten dat voorkwam in het Krijt. Het geslacht behoort tot de onderorde der Ammonoidea. Fossielen van Acanthodiscus worden in de paleontologie gebruikt om grondlagen uit het Krijt mee te dateren.